# 新潟中央ジャンクション

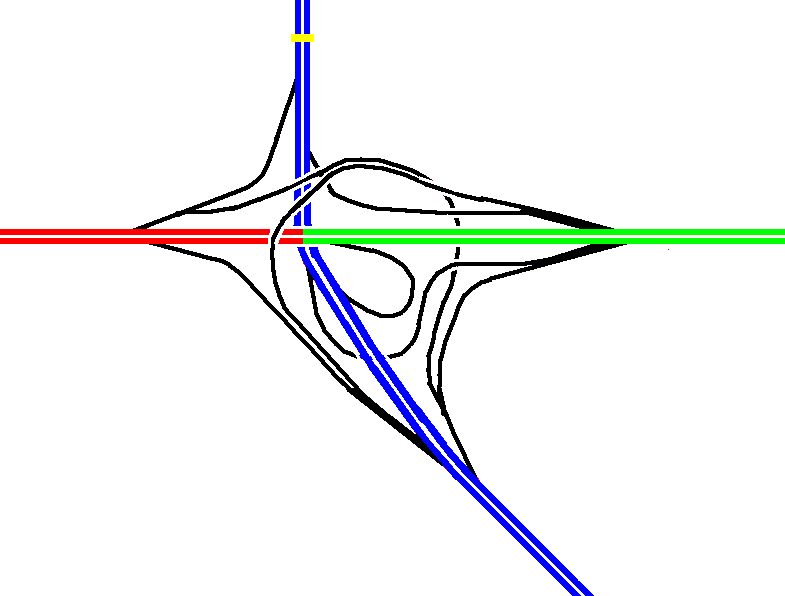
新潟中央JCTの概略図
上：新潟中央IC 下：新津IC
左：新潟西IC 右：新潟亀田IC

新潟中央ジャンクション （にいがたちゅうおうジャンクション）は、新潟県新潟市江南区俵柳にある、北陸自動車道・日本海東北自動車道・磐越自動車道の3本を接続するジャンクションである。

## 概要
IC番号は北陸自動車道からの連番で付番されている。国土開発幹線自動車道の北陸自動車道の起点は当JCTからになっているが、並行する旧JR北陸本線（日本海縦貫線の一部、現えちごトキめき鉄道日本海ひすいライン）に合わせて、米原方面行きを「上り線」、新潟方面行きを「下り線」として、米原JCTを起点とし当JCTが終点になっている。また、日本海東北自動車道の起点でもある。当JCTのすぐ北側に隣接する形で磐越自動車道の新潟中央ICがあり、周辺の道路案内では同ICとほぼ同一扱いである。
1994年の開通当初は長岡方面から新潟中央ICへの流出が出来なかった（ICから長岡方面への流入は開通当初から可能）が、後にオフランプの増設が行われ、現在は4方面全てへの流入・流出が可能である。
ジャンクションの各走路は、タービン・クローバー・トランペットが混在する変則的な形態になっている。

## 接続している道路
- E8 北陸自動車道（42番）
- E7 日本海東北自動車道
- E49 磐越自動車道

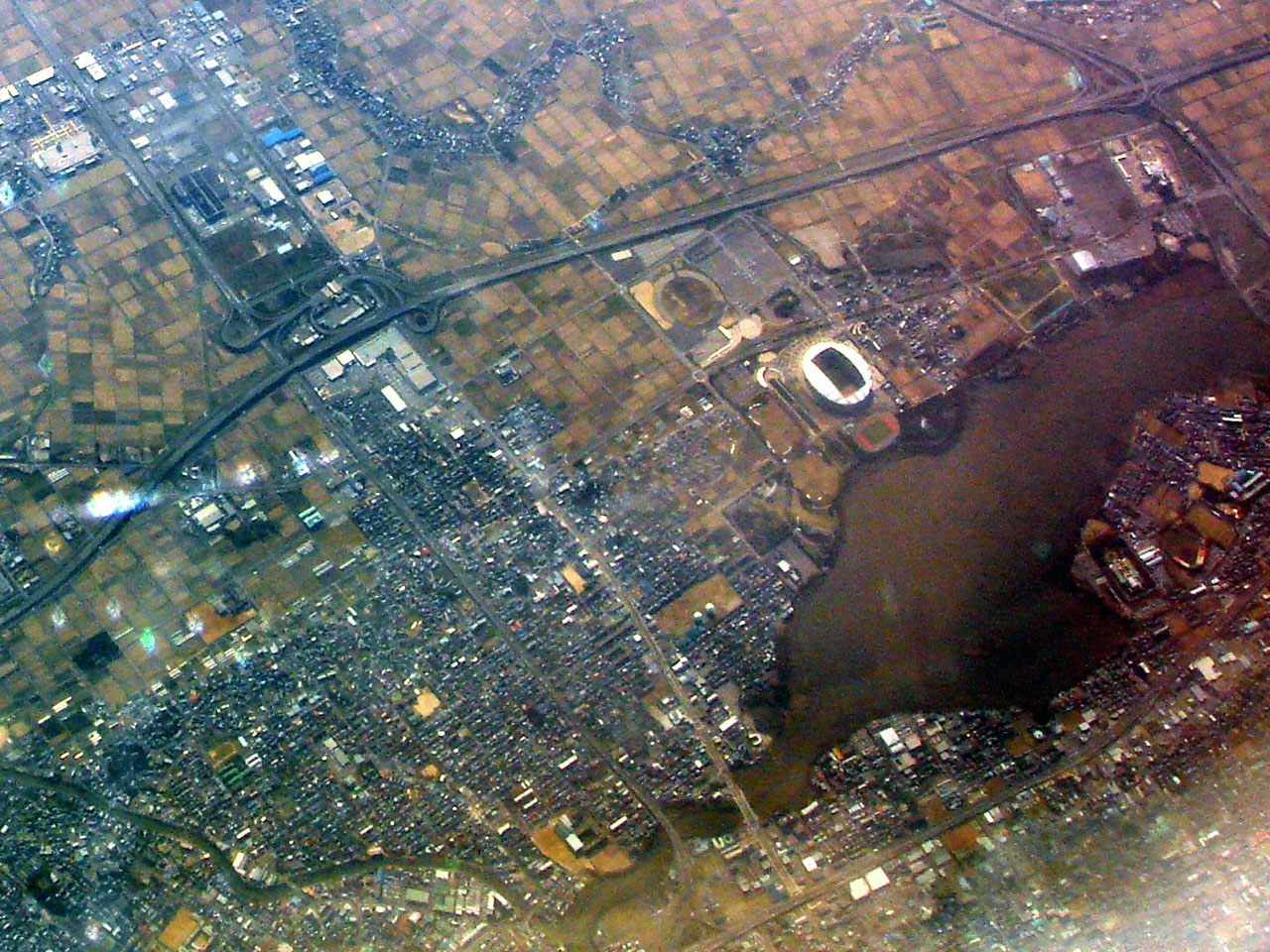
写真右上新潟中央ジャンクション
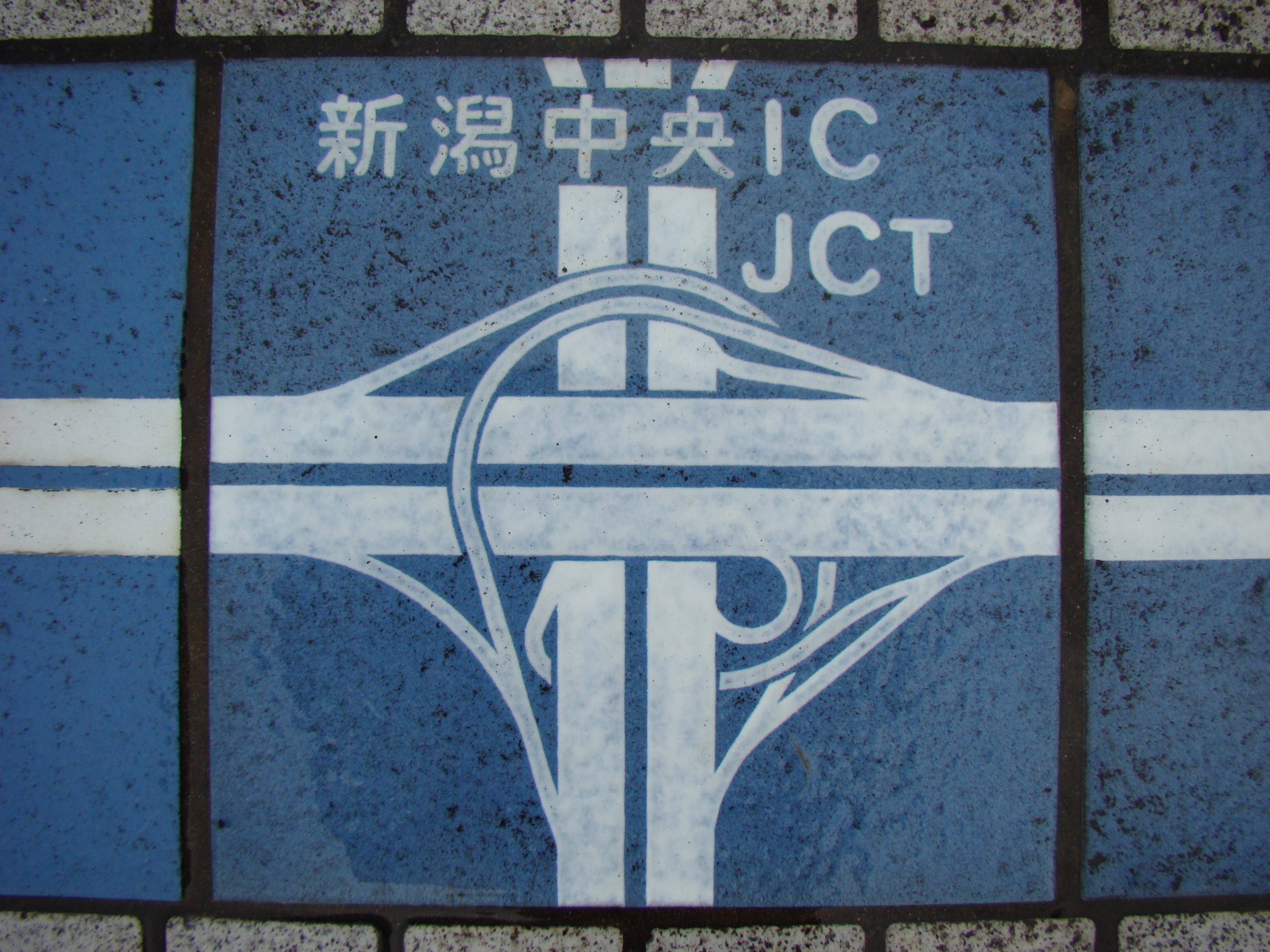
新潟中央JCTの形状を描いたタイル。これは北陸自動車道の全線開通時に名立谷浜SAに設置されたものである。2009年（平成21年）撮影。

## 隣
E8 北陸自動車道
(41)新潟西IC - (42)新潟中央JCT
E7 日本海東北自動車道
(42)新潟中央JCT - (1)新潟亀田IC
E49 磐越自動車道
(13)新津IC - (13-1)新津西SIC - 新潟PA - (42)新潟中央JCT - (14)新潟中央IC